# هيكل معدني

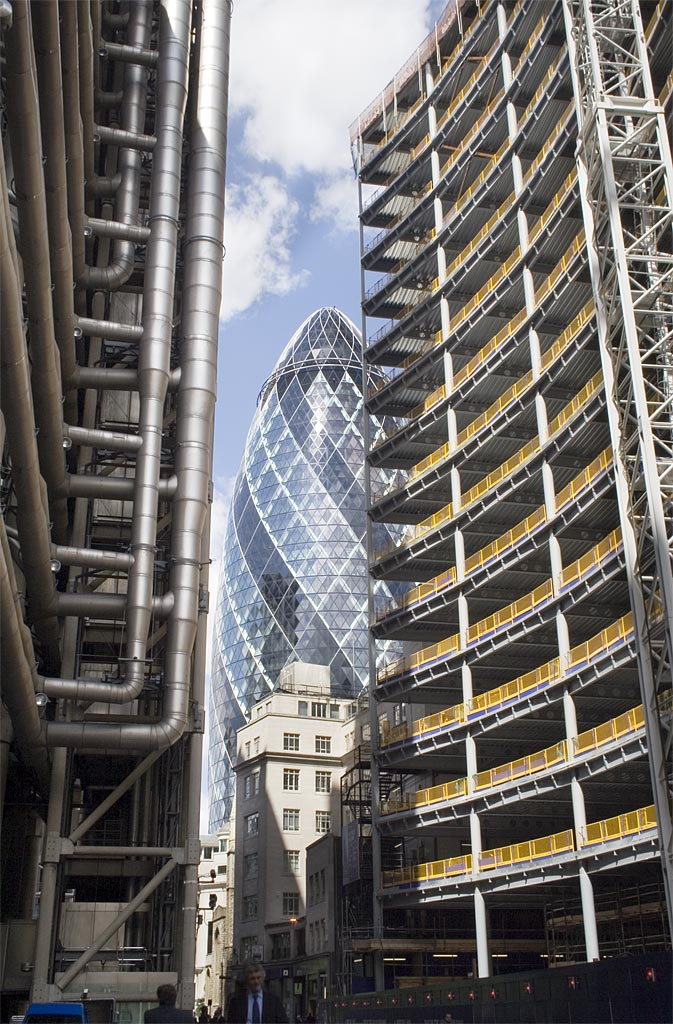

الهياكل المعدنية تمتاز البنايات الصناعية عن غيرها بكبر المساحة المغطاة ولهذا الغرض ازداد الطلب على الهياكل المعدنية بمجرد التفكير في بناء مصانع وورشات ذات الأهمية الكبرى بكون هذا الهيكل يلبي الطلب أحسن من الهياكل الأخرى (الخرسانة الخشبية).

## تعريفها وخصائصها
تتكون الهياكل المعدنية من عناصر سابقة الإجهاد تنجز في مصانع خاصة تكون ذات أبعاد نظامية تستعمل في مختلف المشاريع الكبرى ذات الارتفاع والمدى الكبيرين مثل (الجسور، أغطية الملاعب) والمادة الأولية المستعملة في صناعة هذه الهياكل هي عبارة عن الحديدو الكربون بنسبة قليلة لهذا الأخير تتراوح بين 0.1 %إلى 0.2 %و هذا الخليط يتمتع بخصائص ميكانيكية جيدة.

## أنواع الهياكل المعدنية
تتشكل الهياكل المعدنية في العناصر العمودية والأفقية من بينها:
- الروافد المعدنية
- الاعمدة المعدنية
- الجدران

### الروافذ المعدنية
و تنقسم إلى شكلين حسب شكلها وتركيبها.
- الروافذ المعدنية المملؤة:

و تنقسم بنوعها إلى نوعين أساسيين:
- روافد معدنية مملوءة جاهزة: تنجز مباشرة في المصنع وهي على عدة أشكال هندسية منها: T-L-U-C-H-I ثم تنقل إلى الورشات قصد تركيبها.
- روافد معدنية مملوءة مركبة: تتكون من روافد مسطحة عموديا وأخرى أفقية ترتبط فيما بينها بواسطة وصلات.
- الروافد المعدنية المثلثية:

تتكون الروافد المعدنية المثلثية من قضبان أفقية وعمودية مائلة تكون فيما بينها مجموعة مثلثية هذه القضبان تكون متبوعة تبعا لنظام مثلثي مدروس بدقة لضمان الاستقرار.

### الأعمدة المعدنية
توجد عدة أنواع نذكر من بينها مايلي:
- الأعمدة المقطعية: ونجدها على عدة أنواع منها:IPN-HEM-IPE-HEP

وتكون على عدة أشكال منها: T-U-H-C
- الأعمدة المركبة: تنجز بواسطة عناصر مسطحة ترتبط فيما بينها بواسطة التلحيم، البراغي، البرشمة.
- الأعمدة المفرغة :و تتكون من عصبين ملتحمين فيما بينهما
- مكونا ت العمود :يتكون العمود من ثلاث نقاط أساسية.
- جسم العمود :و يتمثل في العمود المعدني في حد ذاته
- قاعدة العمود: عبارة عن كتلة خرسانية تتركب عليها العمود بواسطة مجموعة من السيقان ويتكون ملولبة من الأعلى ويتمثل دورها في ربط

العمود للأساس.
- تراكيب على العمود: وهي عبارة عن عناصر خارجية متنوعة كصفيحة التي تكون أسفل العمود وعناصر الربط التي تكون أعلى العمود لربطه مع الرافدة.

## استقرار الهياكل المعدنية وتركيبها

### طرق تجميع وربط الهياكل فيما بينها
هناك ثلاث طرق أساسية:
- البرشمة العادية
- البرشمة المضغوطة:و تنجز بواسطة براغي أو لوالب التثبيت العادية
- التلحيم

### طرق تركيب الهياكل المعدنية وجعلها مستقرة
لتركيب عمود أساس يتطلب ان تكون الأرضية مسطحة هذه الأرضية عاذة ما تكون عبارة عن قاعدة خرسانية تثبت عليها سقان مثبتة من الأعلى ومقوسة من الأسفل توضع باحكام وتضبط مواضعها بدقة بحيث تتناسب مع ثقوب الصفيحة المثبتة اسفل العمود.

## الغماء وهياكله
يشكل الغماء الهيكل الحامل لعناصر التغطية باختلاف أنواعها من قرميد وصفائح ونصنف نوعين منه:
- الغماء الخشبي:والذي يستعمل خصيصا لتغطية المباني السكنية أو

المباني التي لا تحتاج إلى مساحات كبيرة.
- الغماء المعدني : الذي يستعمل عموما لتغطية المنشآت الصناعية أو المنشات التي تحتاج إلى مساحات كبيرة مثل (قاعات رياضية، مسابح...)

## مكونات الغطاء الخشبي ومختلف اشكاله وأنواعه
مهما اختلف شكل الغماء فانه يتكون من مجموعة عناصر خشبية تعمل مع بعضها البعض لتشكل هيكل متجانس يعمل بطريقة متكاملة.

### الغطاء التقليدي
يستعمل الغماء التقليدي خاصة في المباني الصغيرة المعزولة ويتميز باستعمال الخشب ذومقاطع هامة يثبت بلوالب ويتكون هذا الغماء من عناصر مثلثية مربوطة ببعضها البعض بجوائز افقية التي تتحمل بدورها (الشاربات).

### الاغطية
تقصد بالاغطية تلك العناصر الصغيرة التي توضع على الهيكل أو الغماء التي تلعب دور الحماية ضد العوامل المناخية من الأمطار، الثلوج، الشمس، تركب على هياكل ذات ميولات متفاوتة تختلف مع اختلاف الظروف المناخية وذلك لتسهيل صرف المياه والثلوج تختلف ميولة الأغطية مع اختلاف الظروف المناخية للمنطقة حيث ترتفع إذا كانت المنطقة ثلجية في المناطق التي تقل فيها العواصف والأمطار ولهذا الغرض تختار الأغطية حسب المنطقة المناخية وذلك حسب المعايير المعمارية الخاصة بالمنطقة ويستعمل هذا النوع من الأغطية عموما في ألماني الشخصية المنفصلة عن بعضها البعض كما بدى استعمالها مؤخرا في العمارات الجماعية وذلك لما توفره من مجال فارغ تحت
الأغطية والأجهزة التقنية مثل (المصاعد، المحولات الكهربائية....).

### مساند التغطية
يستقبل الغماء غطاء متباعد أو مملؤء من الخشب وذلك حسب نوع عناصر التغطية المستعملة وتتكون هذه المساند أو الصفائح من قضبان متباعدة أو حسب ثقل العوامل المناخية التي تؤثر عليها حسب ثقل العناصر وثقل الصيانة.
- الصفائح الخشبية:

وهي عبارة عن صفائح من الخشب تسمح لنا بالحصول على شكل نهائي لسقف وذلك باستعمال الورق اللاصق أو الدهن كما تسمح بالحصول على مساحة لاستقبال العزل الحراري لتشكل غطاء غير نفوذي للهواء والغبار.
- القضبان الخشبية المتقاربة:

وهي عبارة عن صفائح من اخشاب توضع الجانب مع الجانب لتشكل مساحة متكاملة مملؤة تغطى الغماء.
- القضبان الخشبية المتباعدة:

وهي عبارة عن قضبان متباعدة ذات مقطع مستطيل تبلغ ابعاده (40/20) بالتقريب توضع لاستقبال القرميد وتثبت بالمسامير على الشوارب وتستخرج ابعاد هذه العناصر بطريقة دقيقة حسب الظروف المحلية للمناخ حيث نستعمل الاثقال المذكورة اعلاه.
- اللفائف اللينة:

في غالب الأحيان نلجا إلى وضع تحت عناصر التغطية لفائف بلاستكية بحيث تشكل لنا عازل ضد الرطوبة.